# Amauri Ribeiro
Amauri Ribeiro, född 23 januari 1959 i São Paulo, är en brasiliansk före detta volleybollspelare. Ribeiro blev olympisk guldmedaljör i volleyboll vid sommarspelen 1992 i Barcelona.